# Andrzej Leszczyński (wojewoda brzeskokujawski)
Andrzej Leszczyński (ur. ok. 1559, zm. 1606) – syn Rafała Leszczyńskiego; wojewoda brzeskokujawski 1591 – 1606, starosta nakielski od 1602. Przywódca różnowierców. Inicjator renesansowej rozbudowy zamku w Baranowie Sandomierskim.
Studiował w Heidelbergu w 1572 roku. Był bratem czeskim.
Poseł na sejm 1585 roku z województwa sandomierskiego. Poseł na sejm konwokacyjny 1587 roku z województwa sandomierskiego, podpisał akt konfederacji generalnej. Podpisał protestancko-prawosławną konfederację wileńską (1599).

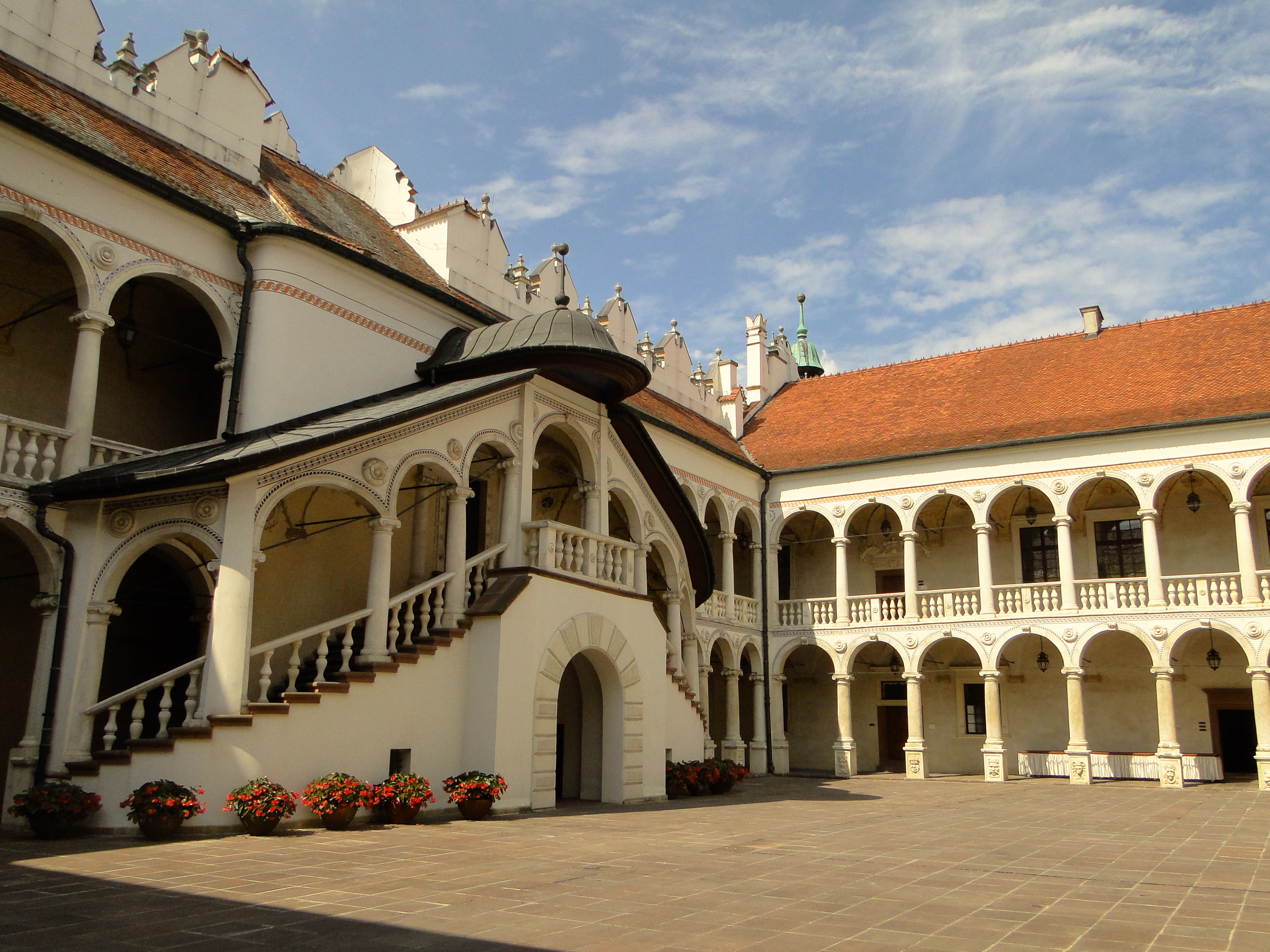
Dziedziniec pałacu w Baranowie Sandomierskim